# Bansko
Bansko är en stad och vintersportort i sydvästra Bulgarien, belägen vid berget Pirins fot omkring 925 meter över havet.

## Historia
Arkeologiska spår vid Bansko och Razlogdalen daterar sig till den tidiga epoken i det Romerska riket, och omfattar flera byggnader daterade till omkring 100 före Kristi födelse. Dock är man inte överens, utan har bara teorier, om vilka folk som då bodde här.
Den bulgariska evangelikalistiska kyrkosamförsamlingen, den första protestantiska kyrkan i vad som nu är Bulgarien, bildades i Bansko den 6 augusti 1868.
Fram till den 5 oktober 1912 tillhörde Baniçka (Banskos tidigare namn) det Osmanska riket, men hade självstyre. Staden styrdes av en församling av äldre, medan lag och rätt administrerades av den osmanske domaren i Razlog. Orten överfördes till Bulgarien 1912 efter det första Balkankriget.

## Sport
- Europamästerskapen i skidskytte 2007 anordnades här. Även världscupdeltävlingar i alpin skidåkning har hållits här.

### Fotnoter
1. ↑  Marit Sundberg (10 februari 2015). ”De nio bästa okända skidorterna”. Dagens nyheter. http://www.dn.se/resor/nyheter/de-nio-basta-okanda-skidorterna/. Läst 3 mars 2016.